# Sepiot
Sepiot – kolonia  w Polsce położona w województwie pomorskim, w powiecie chojnickim, w gminie Chojnice. 
Mała kolonia kaszubska, nad rzeką Chociną na obszarze Zaborskiego Parku Krajobrazowego. Sepiot jest częścią składową sołectwa Swornegacie.
W latach 1975–1998 miejscowość administracyjnie należała do województwa bydgoskiego.